# Acanthocereus lempirensis
Acanthocereus lempirensis es una especie de planta suculenta perteneciente al género Acanthocereus, dentro de la familia Cactaceae. Es endémica de Honduras.

## Descripción
Acanthocereus lempirensis es una especie de cactus trepador o rastrero que crece como un arbusto con tallos que se ramifican desde la base, alcanzando alturas de 1,7 a 2 metros (raramente hasta 3,5 metros), con un diámetro de hasta 11,5 cm.
Los tallos son de color verde glauco y presentan de cuatro a nueve espinas (raramente hasta 15) de longitud desigual, de color beige o gris, con una punta de color marrón rojizo. Miden de 1 a 3,5 cm de largo.
Las flores, en forma de embudo, son de color rosa, con segmentos internos oblanceolados, con ápices redondeados a retusos, en su mayoría subagudos y los márgenes del ápice diminutamente lacerados, de 2,4-3,7 cm de largo y 1-1,2 cm de ancho en su parte más ancha. Además son nocturnas, por lo que sus polinizadores suelen ser murciélagos y polillas.

## Distribución y hábitat
El área de distribución nativa de esta especie es Honduras y crece principalmente en el bioma tropical estacionalmente seco. Concretamente la encontramos en acantilados calizos y laderas muy inclinadas con bosque tropical caducifolio, compartiendo hábitat con especies de Quercus y Pinus. 

## Taxonomía
Acanthocereus lempirensis fue descrita por Hermes Vega-Rodríguez, Carlos Gómez-Hinostrosa y Héctor Manuel Hernández y publicada por primera vez en la revista científica Acta Botánica Mexicana 130 (e2233): 2 en 2023.
Etimología
- Acanthocereus: nombre genérico que deriva de las palabras griegas akantha (que significa 'espinoso') y cereus (que significa 'vela', 'cirio'), haciendo referencia a su forma columnar espinosa.[4]
- lempirensis: epíteto geográfico que hace referencia a Lempira (Honduras), lugar donde se descubrió esta especie.

## Usos
Aunque es una especie reciente, se cultiva principalmente como planta ornamental y su propagación se realiza normalmente a través de semillas o esquejes.